# Venstrekommunisme
Venstrekommunisme er en position der kritiserer de politiske ideer og praksisser, som marxist-leninister og socialdemokrater går ind for. Retningen opstod i 1920'erne og spillede især en rolle i mellemkrigstiden, men har også inspireret nyere marxistiske strømninger. Venstrekommunister besidder holdninger, som de betragter som mere autentisk marxistiske end den 'marxisme-leninisme', som den Kommunistiske Internationale, efter dens 'bolsjevisering' af Josef Stalin (under dens anden kongres), gik ind for.
Der findes to hovedstrømninger indenfor venstrekommunismen, dels den tysk-hollandske (ofte kaldt rådssocialisme eller rådskommunisme) med Anton Pannekoek som den vigtigste fortaler, og dels den italienske, hvor Amadeo Bordiga var den førende talsmand.
Selvom Rosa Luxemburg blev myrdet i 1919, hvilket egentlig var før venstrekommunismen fremstod som en udpræget strømning, har hun i høj grad påvirket de fleste venstrekommunister. Andre fortalere for venstrekommunismen har omfattet Herman Gorter og Paul Mattick.

## Tidlig historie og overblik
Venstrekommunismens historiske oprindelse kommer fra 1. Verdenskrig. De fleste venstrekommunister støttede Oktoberrevolutionen i Rusland, men bevarede et kritisk syn på dens udvikling. Nogle i den hollandsk-tyske strømning afviste dog senere ideen om, at revolutionen havde en proletarisk eller socialistisk karakter, idet de hævdede, at den blot havde udført den borgerlige revolutions opgaver ved at skabe et statskapitalistisk system.

### Venstrekommunismen og Den Kommunistiske Internationale
Venstrekommunister støttede generelt den bolsjevikiske magtovertagelse i oktober 1917 og besad enorme forhåbninger efter grundlæggelsen af Den Kommunistiske Internationale eller Komintern. Faktisk kontrollerede de det første organ dannet af Komintern til at koordinere dets aktiviteter i Vesteuropa, 'Amsterdam Bureauet'. Dette var dog lidt mere end et meget kort mellemspil, og 'Amsterdam Bureauet' fungerede aldrig som et lederorgan for Vesteuropa, som det ellers oprindeligt var meningen. Kominterns Wien-bureau kan også klassificeres som værende venstrekommunistisk.
I en betydelig grad er Lenins velkendte og polemiske Venstrekommunismen - En børnesygdom et angreb på ideerne fra de fremvoksende venstrekommunistiske strømninger. Hans hovedformål med teksten var at polemisere mod strømninger, der bevægede sig i retning af 'ren revolutionær taktik' ved at vise dem, at de nemt kunne være baseret på faste revolutionære principper, samtidig med at de benyttede en række forskellige taktikker. Derfor forsvarede Lenin brugen af parlamentarisme og arbejdet inden for de officielle fagforeninger.

### Siden 1968
Opstandene i maj 1968 førte til en vis genopblusning af interessen for venstrekommunistiske ideer i Frankrig, hvor forskellige grupper blev dannet og udgav tidsskrifter regelmæssigt indtil slutningen af 1980'erne, hvor interessen begyndte at falme. En tendens kaldet 'kommunisering' blev opfundet i begyndelsen af 1970'erne af franske venstrekommunister, der syntetiserede forskellige strømninger af venstrekommunisme. Det er fortsat indflydelsesrigt i libertære marxistiske og venstrekommunistiske kredse i dag. Uden for Frankrig opstod forskellige små venstrekommunistiske grupper, overvejende i de førende kapitalistiske lande.  I slutningen af 1970'erne og begyndelsen af 1980'erne indledte Det Internationalistiske Kommunist Parti en række konferencer for den kommunistiske venstrefløj for at engagere disse nye elementer, med deltagelse fra den 'Internationale Kommunistiske Strømning' (ICC).  Som et resultat af disse konferencer blev 'det Internationalistiske Bureau for det Revolutionære Parti' (senere omdøbt til 'Internationalistiske Kommunistiske Tendens') i 1983 oprettet.
Fremtrædende fortalere for venstrekommunismen efter 1968 har blandt andet været Paul Mattick og Maximilien Rubel. Venstrekommunistiske grupper, der eksisterer i dag, omfatter Det Internationale Kommunistiske Parti, den 'Internationale Kommunistiske Strømning' og den 'Internationalistiske Kommunistiske Tendens'.